# María José Alonso Fernández
María José Alonso (Carrizo de la Ribera, 22 de desembre del 1958) és una farmacòloga espanyola. Llicenciada en Farmàcia per la Universitat de Santiago de Compostel·la (USC), amb un Màster en Farmàcia (USC 1981) i Doctora en Tecnologia Farmacèutica (USC 1985). És una investigadora de gran renom que ha publicat nombrosos articles de gran rellevància internacional, a més de diverses patents farmacèutiques. Ha impulsat el desenvolupament de nanoestructuras que serveixin de vehicle per als fàrmacs de manera que aquests puguin arribar al seu lloc d'acció d'una manera més segura i directe, avanç que permet millorar tant les vacunes com a fàrmacs emprats en l'actualitat.

## Carrera Científica
María José Alonso va començar com a assistent de professorat en la USC després d'acabar el seu doctorat. A partir d'aquest punt, ha estat coordinadora i investigadora principal de múltiples consorcis i projectes cooperatius amb l'Organització Mundial de la Salut, la Fundació Bill i Melinda Gates i la Comissió Europea. Sent actualment la coordinadora del consorci de TRANS-INT.

### Sistemes d'alliberament dirigit
Amb la seva recerca ha impulsat el desenvolupament de sistemes d'alliberament dirigit de fàrmacs i vacunes; a més de l'estudi de la manera d'interacció i transport de les nanopartícules biodegradables a través de les barreres biològiques, per exemple, la barrera intestinal, nasal o ocular. Sent pionera en el desenvolupament i disseny de noves nanoestructures per a aquesta finalitat, les quals ja s'estan aplicant en vacunes per a malalties infeccioses, malalties metabòliques com la diabetis i en el tractament del càncer.

## Reconeixements
- Fundadora i presidenta del Consell d'administració de l'Associació Hispà-Portuguesa d'Alliberament Controlat de Medicaments (1995-1997) i posteriorment secretària del consell d'administració (1997-2000), Espanya.[4]
- Membre del consell de govern de la Societat Controlled Release Society Inc. (1995-), USA.[5]
- Membre del Consell de Ciències Farmacològiques de la Federació internacional de Farmacèutics (FIP) (1998-2000), Espanya.
- Membre del Consell assessor científic de l'Associació Association de Pharmacie Galénique Industrielle (APGI) (1997-2000), France.
- Membre individual de la Federació Europea de Ciències Farmacèutiques (EUFEPS) (2003-2007), Europa.
- Membre de l'Acadèmia de Farmàcia Gallega (2010-), Espanya.[6]
- Membre de la Reial Acadèmia Nacional de Farmàcia (2010-), Espanya.[2]
- Membre de la Reial Acadèmia Gallega de Ciències (2014-), Espanya.[7]

## Premis
- 2011: Premio Rei Jaime I a les Noves Tecnologies.[3][8]
- 2011: Premi Novoa Santos XVI.[9][10]
- 2012: Medalla del Consell General de Farmàcia.[11]

- 2013: Premi Wonenburguer 2013, concedit per la Unidad de Muller e Ciencia de la Xunta de Galícia[12]

- 2014: Premi Maurice Marie Janot concedit per la Societat Farmacèutica Europea (APGI).[13]